# Riada de San Policarpo

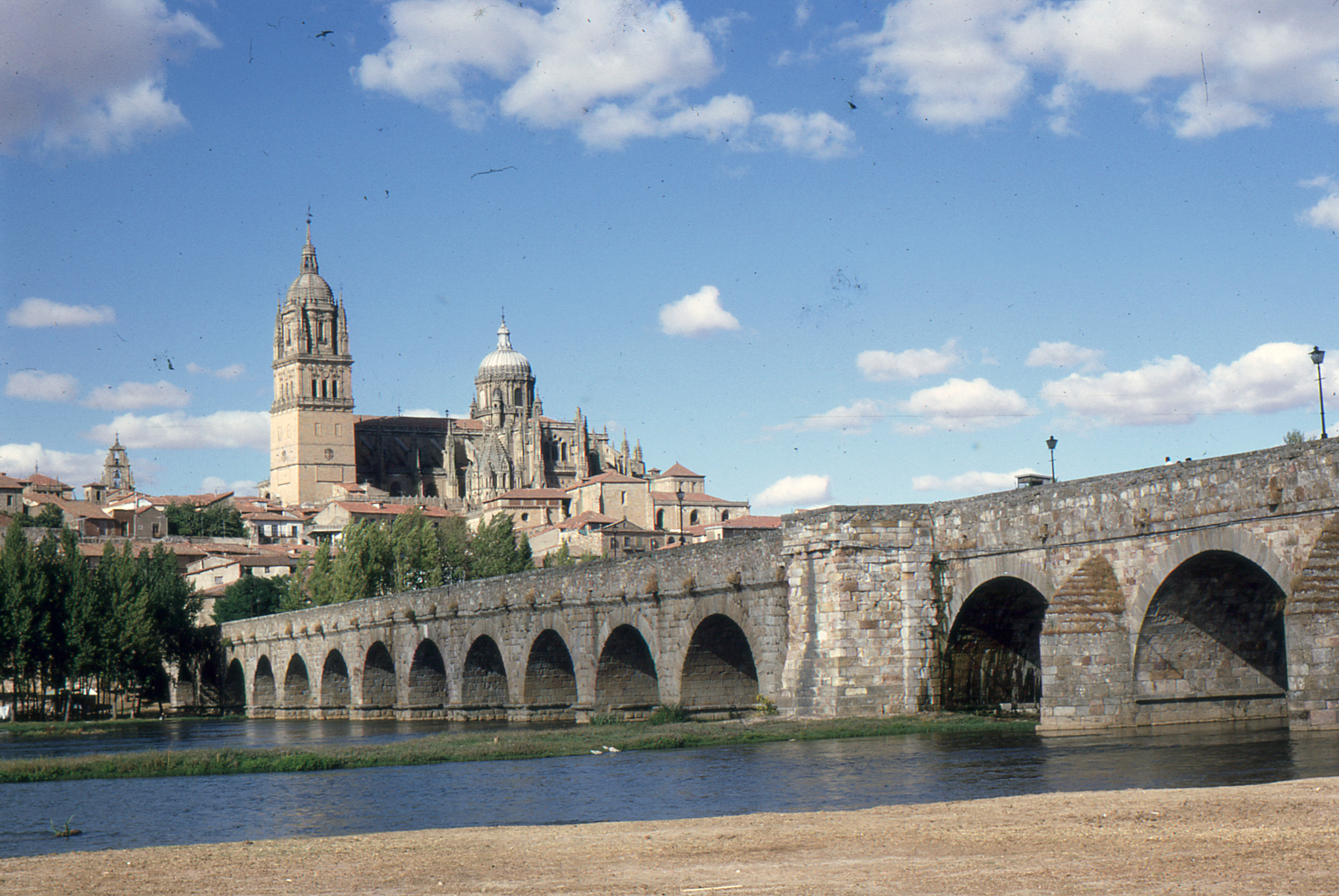
El puente romano es una infraestructura que desde el permite el paso sobre el río Tormes. Su mitad norte, a la izquierda desde el castillete central, mantiene su diseño y construcción original, la sur, a la derecha, tuvo que ser reconstruida tras ser destruida por la riada.

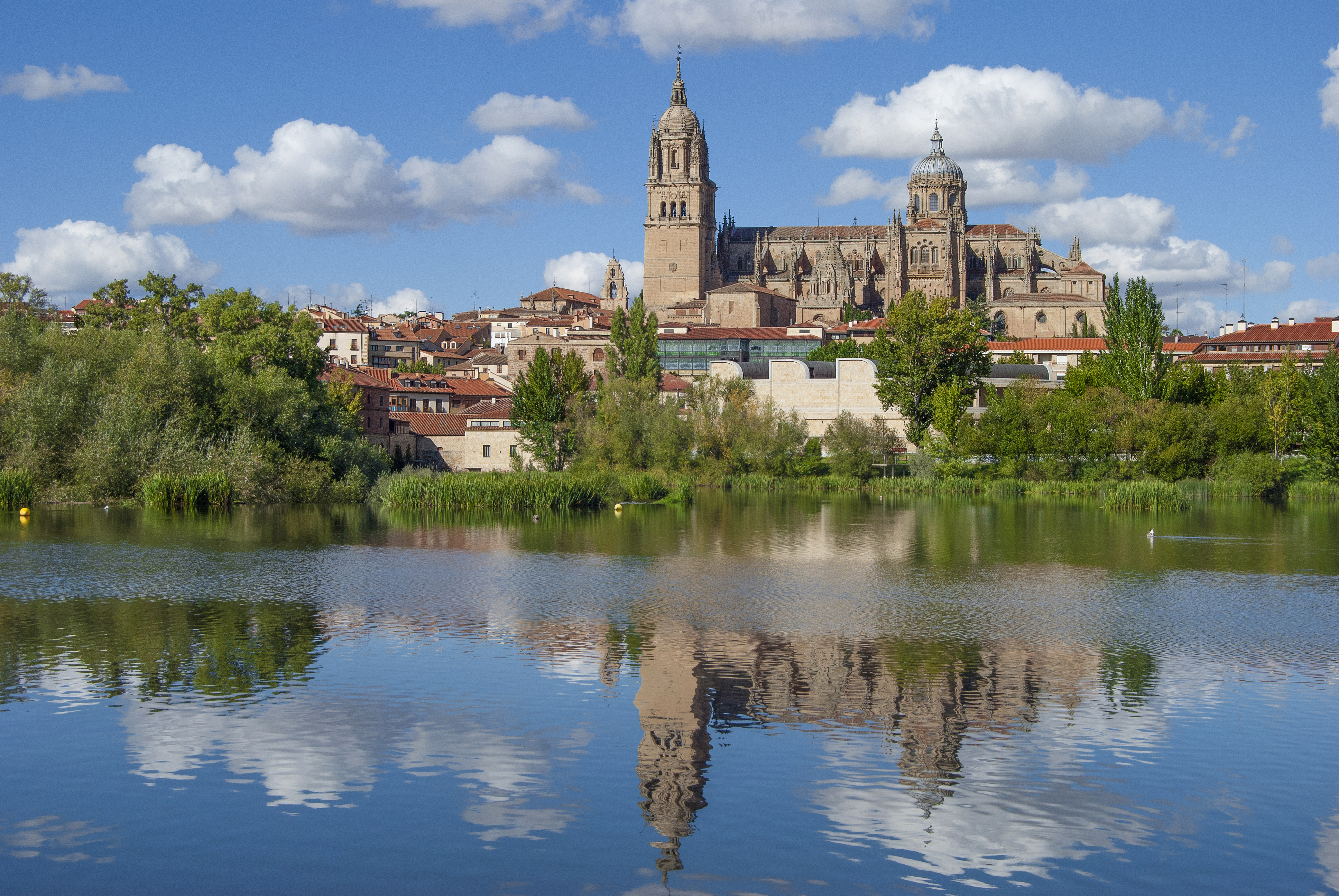
El Tormes en Salamanca.

La Riada de San Policarpo fue una inundación causada por el desbordamiento del río Tormes que afectó a numerosas viviendas, templos religiosos e infraestructuras de la ciudad de Salamanca (España). La riada ocurrió el 26 de enero de 1626. Este desbordamiento del Tormes causó casi un centenar y medio de muertes, afectó a más de un millar y medio de viviendas en diversa consideración y destruyó infraestructuras vitales para el correcto funcionamiento de la ciudad. La crecida logró alcanzar la cota de la parte trasera de lo que es ahora el Convento de San Esteban e inundó gran parte del arrabal salmantino.

## Historia
El año de 1626 comienza con abundantes nieves, seguido de un periodo de intensas lluvias que provocan una crecida generalizada en la cuenca del Duero, afectada por las crecidas de varios de sus afluentes. El río Tormes, siendo uno de ellos, sufre un aumento de caudal descontrolado y repentino que ocurre en un corto intervalo de menos de cinco horas durante la noche del día 26-27 de enero (día  onomástico de San Policarpo). Esta repentina crecida causa en la ciudad numerosos destrozos y muertes en su vega quedando en la historia como la denominada noche de San Policarpo.  En la riada murieron 142 personas que se vieron sorprendidas durante la noche. 
Las iglesias situadas en la vega del río se vieron seriamente afectadas. El puente romano que cruza el río sufrió graves desperfectos teniendo que ser restaurado en gran parte. Cuatro arcos de la parte más alejada de la ciudad se hundieron completamente, dejando la ciudad incomunicada por este lado; en días sucesivos se fueron hundiendo más arcos hasta parar en el castillete central. El puente volvió a ser reconstruido a partir de 1627, durante el reinado de Felipe IV.
Las lluvias volvieron a causar una riada en febrero de ese mismo año pero con menores consecuencias.